# آرکادیوش اونیشکو
آرکادیوش اونیشکو (لهستانی: Arkadiusz Onyszko؛ زادهٔ ۱۲ ژانویهٔ ۱۹۷۴) بازیکن فوتبال اهل لهستان بود.
از باشگاه‌هایی که در آن بازی کرده‌است می‌توان به باشگاه فوتبال لگیا ورشو، باشگاه فوتبال ویدزف ووچ، باشگاه فوتبال میتیولن، باشگاه فوتبال ادنسه، باشگاه فوتبال سیلکبورگ، باشگاه فوتبال زاویشا بیدگوشچ، باشگاه فوتبال پولونیا ورشو، و باشگاه فوتبال لخ پوزنان اشاره کرد.
وی همچنین در تیم ملی فوتبال لهستان بازی کرده‌است.
وی در مسابقات کشوری و بین‌المللی در مجموع برندهٔ ۱ مدال نقره شده‌است.